# Сазанов, Иван Дмитриевич
Ива́н Дми́триевич Саза́нов (25 мая 1876, Заполянский, область Войска Донского — 22 февраля 1933, Саратов, Нижне-Волжский край) — русский писатель, педагог, общественный деятель первой трети XX века.

## Биография
Родился на хуторе Заполянский (ныне — в Даниловском районе Волгоградской области) в крестьянской семье, которая вскоре переехала в станицу Иловлинскую Второго Донского округа Области Войска Донского. Там же окончил казачье двуклассное училище, в 1897 году — Вольскую учительскую семинарию. Работал в 1-м мужском приходском училище посада Дубовка Царицынского уезда. В 1907 году был выборщиком в Государственную думу.
С 1908 года из-за конфликта с посадскими властями был переведён в Саратов. С 1910 года был внештатным корреспондентом, фельетонистом газеты «Саратовский вестник».
В советское время продолжал работать в школах Саратова (10-е смешанное училище, 16-я школа I ступени). С 1918 года был членом союза работников просвещения. С ноября 1931 года из-за тяжёлой болезни (туберкулёз, затем порок сердца) не работал. При посредничестве В. Д. Бонч-Бруевича передал свой личный архив в Государственный литературный музей. Умер 22 февраля 1933 года.

### Семья
Жена — Евгения Павловна Водолагина, заведующая 2-м женским посадским начальным училищем в Дубовке;
- дочь[1].

## Творчество
С 1902 года публиковал фельетоны, очерки и рассказы в газетах и журналах, в частности, в газетах «Царицынская речь», «Царицынский вестник» (с 1902 года; очерки и фельетоны об уездной жизни и казачьем быте), в столичных журналах (с 1904 года; рассказы на казачью тематику). Первые публикации выходили под псевдонимами Донец, N.N., Ив. С. В 1905—1917 годах печатался в журнале «Русское богатство» (главный редактор — В. Г. Короленко). Сборник его рассказов, подготовленный к печати 1915—1916 годах в издательстве В. Д. Бонч-Бруевича «Жизнь и Знание», не был опубликован из-за бумажного кризиса и надвигающейся революционной смуты.
Написанные в советское время пьеса («Царство грубых») и рассказы остались в рукописях. В 1930 году участвовал в выпуске краеведческих изданий для школьников («С удочкой по рекам и озерам Нижневолжского края», «Враги наших полей»).
Творчество И. Д. Сазанова получило высокую оценку В. Г. Короленко, Ф. Д. Крюкова, И. А. Белоусова, В. С. Миролюбова. Определяя место писателя в современной литературе, Ф. Крюков писал В. Короленко: «Сазанов — это казаки».
В прозе И. Д. Сазанова отмечают влияние традиций раннего А. П. Чехова, неонароднической литературы, русских модернистов Серебряного века; его считают одним из зачинателей казачьей темы в русской литературе рубежа XIX—XX веков, которую он развивал в русле реалистических традиций донских писателей (например, Ф. Д. Крюкова).
Творческое наследие И. Д. Сазанова, «разбросанное» по десяткам дореволюционных газет и журналов, до недавнего времени было недоступно современному читателю. Полный корпус его произведений и творческая биография восстановлены волгоградскими литературоведами Е. С. Бирючевой и А. Х. Гольденбергом; ими же к 80-летию со дня смерти писателя опубликованы сборник его избранной прозы и монография о его жизни и творчестве.

### Избранные сочинения
Источник — Электронные каталоги РНБ
- Сазанов И. Д. Избранное / науч. ред., сост., вступ. ст. А. Х. Гольденберга; подгот. текстов, коммент. Е. С. Бирючевой. — Волгоград: Перемена, 2013. — 195 с. — ISBN 978-5-9935-0306-6
- Сазанов И. Д. В пути : [рассказ]. — Ростов-н/Д: «Донская речь» Н. Е. Парамонова, 1906. — 31 с.
- Сазанов И. Д. Враги наших полей. — М.; Л.: Гос. изд-во, 1930. — 46 с. — (В помощь школьнику).
- Сазанов И. Д. С удочкой по рекам и озерам Нижневолжского края : [Рассказы]. — М.; Л.: Гос. изд-во, 1930. — 88 с. — (Краеведческая б-чка школьника первой ступени Нижнего Поволжья).